# Municipio de Sweet (Dakota del Sur)
El municipio de Sweet (en inglés: Sweet Township) es un municipio ubicado en el condado de Hutchinson en el estado estadounidense de Dakota del Sur. En el año 2010 tenía una población de 285 habitantes y una densidad poblacional de 3,07 personas por km².

## Geografía
El municipio de Sweet se encuentra ubicado en las coordenadas 43°12′17″N 97°35′16″O / 43.20472, -97.58778. Según la Oficina del Censo de los Estados Unidos, el municipio tiene una superficie total de 92.71 km², de la cual 92,71 km² corresponden a tierra firme y (0 %) 0 km² es agua.

## Demografía
Según el censo de 2010, había 285 personas residiendo en el municipio de Sweet. La densidad de población era de 3,07 hab./km². De los 285 habitantes, el municipio de Sweet estaba compuesto por el 99,65 % blancos, el 0,35 % eran amerindios. Del total de la población el 0 % eran hispanos o latinos de cualquier raza.